# 12 Ophiuchi
Désignations
12 Ophiuchi (en abrégé 12 Oph) est une étoile située à 32,4 années-lumière de la Terre dans la constellation de l'Ophiuchus. Il s'agit d'une des étoiles les plus proches du système solaire.
12 Ophiuchi est une naine orange de type spectral K1V ; c'est donc une étoile sur la séquence principale qui fusionne l'hydrogène contenu dans son noyau en hélium. Sa masse est d'environ 90 % celle du Soleil et sa luminosité de 39 %. C'est une étoile variable de type BY Draconis.